# Abram Chterenberg
Abram Petrovitch Chterenberg (en russe : Аврам Петрович Штеренберг, Avram Petrovič Šterenberg), né en 1894 à Jytomyr et mort le 6 décembre 1978 à Moscou, est un photographe russe d'origine ukrainienne.

## Biographie
Né dans une famille juive à Jytomyr, dans l'actuelle Ukraine, alors dans l'Empire russe, Abram Chterenberg apprend à photographier très tôt et commence à réaliser des travaux de commande. Après la Première Guerre mondiale, il travaille dans le studio de B. Kapoustianski à Tachkent. Puis il décide d'aller à Moscou pour rejoindre son frère, le peintre David Chterenberg, de treize ans son aîné. En 1927, il participe à l'exposition Dix ans de photographie soviétique.
À la fin des années 1920, il réalise un portrait du poète et dramaturge futuriste soviétique Vladimir Maïakovski.
En 1936, il publie avec son frère David un livre V evrejskich kolchozach (В еврейских колхозах) (littéralement, Dans les fermes collectives juives).
Au cours de sa carrière, Abram Chterenberg a travaillé pour les agences Russfoto, Unionfoto et Soyuzfoto. Il était également membre du groupe Oktjabr. Après la Seconde Guerre mondiale, il photographie pour le Sovinformburo, qui servit de base à la création, en 1961, de l'agence de presse Novosti devenue après la dissolution de l'Union soviétique RIA Novosti.

## Publications
- 1936 : V evrejskich kolchozach (В еврейских колхозах), photographies de David et Abram Chterenberg, textes de V. Fink et Semen Borisovič Urickij, Moscou, éd. Gosudarstvennoe izdatelʹstvo izobrazitelʹnych iskusstv.